# Charaxes cameroonensis
Charaxes cameroonensis är en fjärilsart som beskrevs av Van Someren 1969. Charaxes cameroonensis ingår i släktet Charaxes och familjen praktfjärilar. Inga underarter finns listade i Catalogue of Life.